# Индоаријевске сеобе
Индоаријске сеобе биле су миграције Индоаријаца на Индијски потконтинент. Индоријци су етнолингивстичка група која је говорила индоаријским језицима, који су преовлађујући у данашњој сјеверној Индији, Пакистану, Непалу, Бангладешу, Шри Ланци и Малдивима. Сматра се да је кретање Индоаријаца из средње Азије у регију почело послије 2000. године прије н. е, као спора дифузија током касног харапског перида, што је довело до промјене језика на сјеверу Индијског потконтинента. Отприлике у исто вријеме, иранске језике су на Иранску висораван донијели Иранци, који су били блиско повезани са Индоаријцима.
Праиндоиранска култура, која је дала Индоаријце и Иранце, развила се у средњоазијским степама сјеверно од Каспијског језера као Синташтинска култура (2200—1800. п. н. е.) у данашњој Русији и Казахстану, а даље се развијала као Андроновска култура (2000—900. п. н. е.) око Аралског језера.
Индоаријци су се одвојили око 2000. прије н. е. до 1600. прије н. е. од Иранаца и мигрирали на југ у Бактријско-маргијанску културу, од које су позајмили посебна вјерска увјерења и обичаје. Од Бактријско-маргијанске културе, Индоаријци су мигрирали у Анадолију и, вјероватно у више таласа, у Панџаб (сјевер Пакистана и Индије), док су Иранци, почев од око 800. прије н. е, доселили у Иран, доносећи са собом индоиранске језике.
Хипотеза о миграцији Индоевропљана први пут је представљена крајем 18. вијека, након открића индоевропске језичке породице, када су уочене сличности између западних и индијских језика. С обзиром на ове сличности, предложен је јединствен извор или поријекло, које је распрострањено сеобама из неког првобитно завичаја.
Овај лингвистички аргумент подржавају археолошка, антрополошка, генетска, књижевна и еколошка истраживања. Генетска истраживања откривају да те сеобе чине дио сложене генетске слагалице о поријеклу и ширењу различитих компоненти индијског становништва. Књижевна истраживања откривају сличности између разних, географски издвојених, индоаријских историјских култура. Еколошке студије откривају да је у 2. миленијуму прије н. е. широко распрострањена аридизација довела до несташице воде и еколошких промјена и у Евроазијским степама и на Индијском потконтиненту, што је изазвало пропаст седентарних урбаних култура у јужној средњој Азији, Авганистану, Ирану и Индији и довело до великих сеоба, што је резултовало спајањем мигрирајућих народа са постурбаним културама.
Индоаријске сеобе почеле су отприлике 2000. прије н. е, након проналаска ратних кочија, а такође су довеле индоаријске језике у Левант и вјероватно у унутрашњу Азију. То је био дио ширења индоевропских језика из праиндоевропске домовине у Понтско-каспијској степи, великој површини пашњака у далекој источној Европи, која је почела у 5. до 4. миленијуму прије н. е, и индоевропске сеобе из Евроазијских степа, које су започеле отприлике 2000. године прије н. е.
Народи који су говорили индоаријским били су уједињени заједничким културним нормама и језиком, који су назвали арја „племенити”. Дифузију ове културе и језика одвијали су системи покровитељ—клијент, што је омогућило апсорпцију и акултурацију других група у ову културу, а што објашњава снажан утицај на друге културе са којима је она била у интеракцији.